# The Game (Queen)

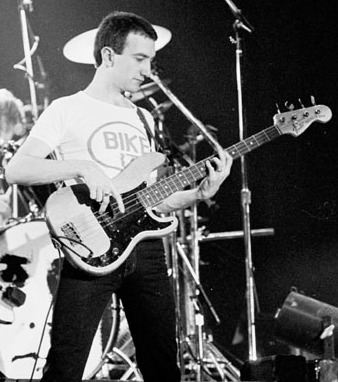
John Deacon - Basgitarist

The Game is een album van de Britse rockgroep Queen uit 1980. Het was eenvoudiger dan de eerdere albums van de band. Niettemin werd ook dit een enorm succes. De leden van Queen werden door dit album (nog grotere) wereldsterren.
Op het album gebruikt Queen voor het eerst een synthesizer, een Oberheim OB-X.
Een heruitgave in de V.S. uit 1991 bevat als bonustrack een remix van Dragon Attack door Jack Benson and R.A.K. In mei 2004 is het album heruitgebracht als dvd-audio schijf, alle nummers zijn daarop te horen in 5.1 DTS.

## Tracklist
De vijf nummers van het album die ook verschenen als single, zijn aangegeven met * (asterisk).
1. Play the Game (Mercury) *
2. Dragon Attack (May)
3. Another One Bites the Dust (Deacon) *
4. Need Your Loving Tonight (Deacon) *
5. Crazy Little Thing Called Love (Mercury) *
6. Rock It (Prime Jive) (Taylor)
7. Don't Try Suicide (Mercury)
8. Sail Away Sweet Sister (May)
9. Coming Soon (Taylor)
10. Save Me (May) *